# تپه سراب بدربان
تپه سراب بدربان مربوط به دوران پیش از تاریخ ایران باستان - است و در شهرستان صحنه، بخش مرکزی، روستای بدربان واقع شده و این اثر در تاریخ ۱۸ خرداد ۱۳۸۴ با شمارهٔ ثبت ۱۱۸۵۱ به‌عنوان یکی از آثار ملی ایران به ثبت رسیده است.